# الدوري الأنغولي لكرة السلة
الدوري الأنغولي لكرة السلة هو دوري كرة سلة للمحترفين في أنغولا تأسس في 1977 يلعب فيه 13 فريقاً. فريق بريميرو دي أغوستو لكرة السلة هو الأكثر تتويجا باللقب.

## أبرز الفرق
- بريميرو دي أغوستو لكرة السلة

## وصلات خارجية
- الموقع الإلكتروني